# Molly Drake
Mary Drake, född Lloyd 5 november 1915, död 4 juni 1993, känd som Molly Drake, var en engelsk poet och musiker och mor till skådespelerskan Gabrielle Drake och musikern Nick Drake.
Molly Drake gav aldrig ut sin poesi eller sina kompositioner officiellt under sin livstid, men hon hade en djupgående inverkan på sin sons musik. När Nick Drakes musik fick fler lyssnare efter hans död släpptes även Molly Drakes inspelningar som visar de musikaliska likheterna mellan henne och hennes son.

## Biografi
Molly Drake var dotter till Sir Idwal Geoffrey Lloyd (13 januari 1878, Cheadle Hulme, Cheshire – 6 mars 1946, Surrey) och Georgie Lloyd i Rangoon, Burma. Hon döptes till "Mary", men ingen använde namnet eftersom "Molly" ansågs lämpligare. Båda hennes föräldrar var knutna till militären och Burma ansågs inte vara en idealisk plats för att uppfostra Drake och hennes syskon. De skickades till England för att uppfostras av familjen Dunn, nära medarbetare till familjen Lloyds.
Drake och hennes syskon placerades på Wycombe Abbey Boarding School där hon kämpade som student, men lyckades ta sin examen. När studierna var klara återvände Drake till Rangoon och träffade snart sin blivande make, Rodney Drake. Parets äktenskap sköts upp tills Molly Drake hade fyllt 21 år vilket hennes föräldrar krävde. Den 14 april 1937 gifte de sig i katedralen i Rangoon.
1942, med andra världskriget i full gång, invaderade Japan Burma och tvingade Molly Drake på flykt. Hon skildes från sin man, som tog värvning för Burmakampanjen. Molly och hennes syster Nancy evakuerades till sin farbrors hem, som var i Delhi, Indien där kriget knappast påverkade deras liv. För att finna tröst både sjöng och spelade systrarna piano. De bildade en duett och Drake arbetade i sin enda musikaliska karriär som en av värdarna på All India Radio. Molly och Nancy var kända som The Lloyd Sisters. Det finns dock inga kända inspelningar av systrarnas uppträdande. Även om Molly Drake tyckte om att sjunga och spela piano för vänner och på radio, var hennes låtskrivande för piano en privat angelägenhet. Hon skulle bara dela sina utkast med sin syster, Nancy.
Drake återförenades med sin man mot slutet av kriget, och hon födde sitt första barn, Gabrielle Drake, den 30 mars 1944. Familjen återvände till Rangoon efter kriget och den 19 juni 1948 föddes deras andra barn Nick Drake. 1952 flyttade familjen till Tanworth-in-Arden, England och där bodde Molly Drake resten av sitt liv och skrev de flesta av sina kompositioner. Hennes hem var en social mötesplats där Drake spelade piano för vänner, men hon visade aldrig intresse för att publicera eller spela in sina verk.
Drake stödde båda sina barns karriärval och uppmuntrade Nick Drakes musikaliska karriär. Nick Drake var närmare sin mamma än sin pappa. Hon skrev ofta låtar som hon spelade för sina barn och hon var en av Nick Drakes tidigaste influenser. När hennes son led av depression återspeglade hennes poesi det kaos hon visste att han gick igenom, och oförmågan att förbättra hans tillstånd. Molly Drake dog den 4 juni 1993 och begravdes på Tanworth-in-Ardens kyrkogård tillsammans med sin man, som hade dött 1988, och sin son. På hennes gravsten står det "Now we rise, and we are everywhere" som skrivits av Nick Drake.

## Officiella musiksläpp
Molly Drakes material visades för första gången i dokumentären om hennes sons liv, A Skin Too Few år 2000. Den första officiella inkluderingen i en LP-release var på 2007 års album, Family Tree. Två av hennes kompositioner, "Poor Mum" och "Do You Ever Remember?", inkluderades på releasen.
Nick Drakes ökande mängd dyrkande fans ledde till ytterligare intresse för hans mamma. År 2011 släpptes ett album med titeln Molly Drake med avsikten att enbart fokusera på Molly Drakes arbete. De 19 låtarna hade spelats in på en enkel uppsättning konstruerad av hennes man Rodney på 1950-talet i avskildhet i hemmet. Den innehåller Drakes mjuka sång ackompanjerad av piano på spår som oftast varar i två minuter. Låtarna är poetiska med ett tungt sinne och liknar hennes sons musikstil. Albumet släpptes först på Bryter Music komplett med en liten diktbok. Albumet släpptes först i USA av Squirrel Thing- etiketten med Nick Drakes tidigare tekniker, John Wood. Joe Boyd har sagt att denna sammanställning är "den felande länken i berättelsen om Nick Drake".

## Samlingsalbum
- Släktträd (2007)
- Molly Drake (2013)
- The Tide's Magnificence: Songs and Poems of Molly Drake (2017)

## I populärkulturen
Låten "Little Weaver Bird" spelar under den avslutande scenen i tv-serien Mrs. Amerika från 2020.
The Songs and Poems of Molly Drake är ett album från 2017 av den engelska folkgruppen, the Unthanks. Bandet har släppt två album med inspelningar av Drakes låtar.
Låten "I Remember" spelas under slutet av "No Weddings and a Funeral", säsong 2, avsnitt 10 (släppt den 24 sep 2021) av Apple TV+s serie Ted Lasso.